# Shannonomyia batesi
Shannonomyia batesi är en tvåvingeart som beskrevs av Alexander 1939. Shannonomyia batesi ingår i släktet Shannonomyia och familjen småharkrankar.
Artens utbredningsområde är Haiti. Inga underarter finns listade i Catalogue of Life.